# (37387) 2001 WT29
2001 WT29 (asteroide 37387) é um asteroide da cintura principal. Possui uma excentricidade de 0.16265980 e uma inclinação de 15.13602º.
Este asteroide foi descoberto no dia 17 de novembro de 2001 por LINEAR em Socorro.